# جنيه اسكتلندي
الجنيه الاسكتلندي كان العملة المتداولة في إسكتلندا قبل معاهدة الاتحاد التي أبرمت عام ١٧٠٧ بين مملكة اسكتلندا ومملكة إنجلترا، والتي أدت إلى تأسيس مملكة بريطانيا العظمى.

## التاريخ

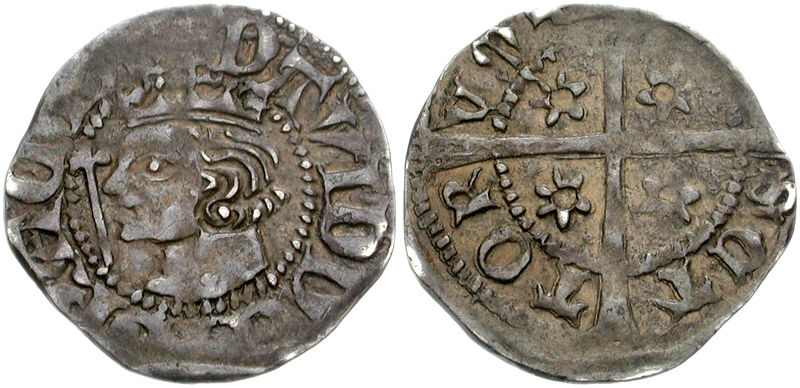
جنيه اسكتلندي يعود إلى عهد الملك ديفيد الأول

كان الملك ديفيد الأول هو أول من استحدث عملة الجنيه الاسكتلندي في القرن الثاني عشر الميلادي وفقًا للنظام الكارولنجي لسك العملات. وبالتالي؛ كان الجنيه الاسكتلندي الواحد مقسمًا إلى ٢٠ شلنًا، كل منها يحتوي على ١٢ بنسًا. انخفضت قيمة العملة الاسكتلندية لاحقًا مقارنةً بالجنيه الإسترليني نتيجةً لتخفيض المملكة الاسكتلندية لقيمة عملاتها. وبحلول عهد الملك جيمس الثالث، بلغت قيمة الجنيه الاسكتلندي الواحد خمسة شلنات إسترلينية. كانت قيمة المارك الاسكتلندي تساوي ثلثي الجنيه الاسكتلندي، وكان يُصنع من الفضة، ويساوي ١٣ شلنًا و٤ بنسات اسكتلندية. وعندما أصبح جيمس السادس ملكًا على إنجلترا عام ١٦٠٣، أُصلح نظام العملة لكي تتوافق مع عملة الجنيه الإسترليني المُتداولة في إنجلترا، بحيث أصبح الجنيه الإسترليني الواحد يُساوي ١٢ جنيهًا اسكتلنديًا. لم تُصدر أي عملة ذهبية من الجنيه الاسكتلندي خلال الفترة من عام ١٦٣٨ وحتى عام ١٧٠٠، ولكن صدرت عملات فضية جديدة خلال الفترة من عام ١٦٦٤ إلى عام ١٧٠٧. ومع صدور قوانين الاتحاد عام ١٧٠٧، استُبدل الجنيه الاسكتلندي بالجنيه الإسترليني، وكان الجنيه الاسكتلندي الواحد يساوي عشرون بنسًا إسترلينيًا في ذلك الوقت، على الرغم من استمرار استخدام الجنيه الاسكتلندي كوحدة حسابية في اسكتلندا طيلة معظم القرن الثامن عشر الميلادي.
لا توجد في الوقت الحالي عملة اسكتلندية فريدة، ولكن تقوم أكبر ثلاثة بنوك مقاصة في اسكتلندا، وهي البنك الملكي الاسكتلندي، وبنك اسكتلندا، وبنك كلايدسدال، بإصدار أوراقًا نقدية بالجنيه الإسترليني، وعادةً ما تكون هذه الأوراق مقبولة كوسيلة دفع في جميع أنحاء المملكة المتحدة، ولكنها أكثر شيوعًا في اسكتلندا؛ حيث تُدعم قيمتها بأوراق نقدية كبيرة غير متداولة صادرة عن بنك إنجلترا.

## الفئات
يوضح الجدول التالي الفئات التي صدرت من الجنيه الاسكتلندي حتى عام 1707:
| الفئة                            | القيمة                                | مادة الصنع                            | ملاحظات                                                                                            |
| -------------------------------- | ------------------------------------- | ------------------------------------- | -------------------------------------------------------------------------------------------------- |
| بيستول اسكتلندي                  | ١٢ جنيه اسكتلندي                      | الذهب                                 | |
| دولار اسكتلندي                   | ٦٠ شلن اسكتلندي                       | الذهب                                 | كانت متداولة في عهد الملك جيمس السادس                                                              |
| ريال اسكتلندي                    |                                       | الذهب                                 | صدرت عام 1565                                                                                      |
| كراون اسكتلندي                   |                                       | الذهب                                 | كانت متداولة في عهد الملك جيمس الأول                                                               |
| دوكات اسكتلندي                   | ٤٠ شلن اسكتلندي                       |                                       | صدرت عام ١٥٣٩ في عهد الملك جيمس الخامس                                                             |
| ديميس اسكتلندي                   |                                       | الذهب                                 | كانت متداولة في عهد الملك جيمس الأول                                                               |
| مارك اسكتلندي                    | ثلثي جنيه اسكتلندي                    | الفضة                                 | |
| نوبل اسكتلندي                    | نصف مارك اسكتلندي                     | الفضة                                 | صدرت عام ١٣٥٧ في عهد الملك ديفيد الثاني، ثُم أعاد الملك روبرت الثالث تقديمها                        |
| يونيكورن اسكتلندي                | ١٨ شلن اسكتلندي                       | الذهب                                 | كانت متداولة في الفترة ما بين عامي ١٤٨٤-١٤٨٥ في عهد الملك جيمس الثالث                              |
| نصف يونيكورن اسكتلندي            | ٩ شلنات اسكتلندية                     | الذهب                                 | كانت متداولة في عهد الملك جيمس الرابع                                                              |
| تستون اسكتلندي                   |                                       | الفضة                                 | أُنتجت في فرنسا مع بدء استخدام عملية الطحن والبرغي الجديدة، وهي أول عملة معدنية مطحونة في اسكتلندا. |
| بوبي اسكتلندي                    | ٦ بنسات اسكتلندية                     | سبيكة معدنية                          | صدرت عام 1537                                                                                      |
| جروت اسكتلندي                    | ٤ بنسات اسكتلندية                     | الفضة                                 | صدرت عام عام 1357                                                                                  |
| نصف جروت اسكتلندي                | بنسين اسكتلنديين                      | الفضة                                 | صدرت عام عام 1357                                                                                  |
| تيرنر اسكتلندي                   | بنسين اسكتلنديين                      | سبيكة معدنية، ثُم صُنعت لاحقًا من النحاس | كانت متداولة في عهد الملك جيمس السادس                                                              |
| بودل اسكتلندي                    | بنسين اسكتلنديين                      | النحاس                                | كانت متداولة في عهد الملك شارل الثاني                                                              |
| هاردهيد اسكتلندي (ليون اسكتلندي) |                                       | سبيكة معدنية                          | كانت متداولة في عهد الملكة ماري والملك جيمس السادس                                                 |
| بنس اسكتلندي                     |                                       | سبيكة معدنية، ثُم صُنعت لاحقًا من النحاس | واحدة من أقدم العملات المعدنية، ويعود تاريخها إلى عهد الملك ديفيد الأول.                           |
| نصف بنس اسكتلندي                 |                                       | سبيكة معدنية، ثُم صُنعت لاحقًا من النحاس | صدرت عام 1280                                                                                      |
| ربع بنس اسكتلندي                 |                                       | سبيكة معدنية، ثُم صُنعت لاحقًا من النحاس | صدرت عام 1280                                                                                      |
| بلاك اسكتلندي                    | ٤ بنسات اسكتلندية (ثلث بيني أسترليني) |                                       | صدرت عام 1707                                                                                      |